# La vita facile
La vita facile è un film del 2011 diretto da Lucio Pellegrini.

## Trama
Mario è un medico di successo, primario di una clinica privata romana e felicemente sposato con Ginevra. Su richiesta del suo collega Sergio, si reca in Kenya per prestare assistenza momentanea al suo ex compagno di università Luca, figlio di Sergio e volontario in Africa.
Mario detesta il posto in cui è finito, portando lo stesso Luca a chiedersi come mai abbia accettato di venire fin lì per prestare la sua opera. Dopo un periodo di diffidenza, però, Mario inizia ad ambientarsi: questo però gli causerà dei contrasti con Luca. Un giorno i due amici sono raggiunti da Ginevra (oltre che moglie di Mario è stata ex amante di Luca) che rivela a Luca il vero motivo del viaggio del marito: Mario infatti ha accettato tangenti per dichiarare idonee e impiantare delle valvole cardiache difettose. La faccenda è emersa ed è stata aperta un'inchiesta, da cui Mario è scappato.
Mario propone un patto a Luca: dovrà tornare in Italia con Ginevra, prelevare la somma intascata da Mario per le tangenti e consegnargliela, poi lui fuggirà con la moglie dopo aver donato 200 000 euro alla fondazione di Luca per l'acquisto di apparecchiature mediche. Dopo molti tentennamenti Luca accetta.
Arrivati in Italia, Luca e Ginevra riprendono la loro relazione, e Ginevra, che nel frattempo ha litigato con Mario, convince Luca ad abbandonare Mario e ad andare a Miami con lei e con i soldi. Luca accetta ma il giorno del volo, a causa dello stress nel passare la dogana con i soldi nascosti in una valigetta di materiale medico, ha un malore: Ginevra va a prendergli dell'acqua, ma quando ritorna Luca non c'è più.
Luca infatti ha capito fin dall'inizio che Ginevra era una che approfittava e che mirava solo ai soldi e Mario un medico corrotto altrettanto venale e, mettendo in atto un piano premeditato, al momento della partenza aveva già donato una cifra superiore a quella pattuita (2 000 000 di euro, l'intera tangente ritirata in Svizzera) alla fondazione di volontari per cui lavorava ed è partito per Rio de Janeiro abbandonando Ginevra in aeroporto e Mario in Africa.
Nella scena finale si vede Mario seduto sulla riva di un fiume, abbracciato al bambino africano che aveva precedentemente guarito dalla tubercolosi, e si può capire come egli sia effettivamente cambiato durante la sua esperienza in Africa.

## Produzione
Gran parte del film è stato girato a Isiolo, Kenya. Alcune scene comprendono parti in lingua swahili, pronunciate da comparse reperite in loco.

## Distribuzione

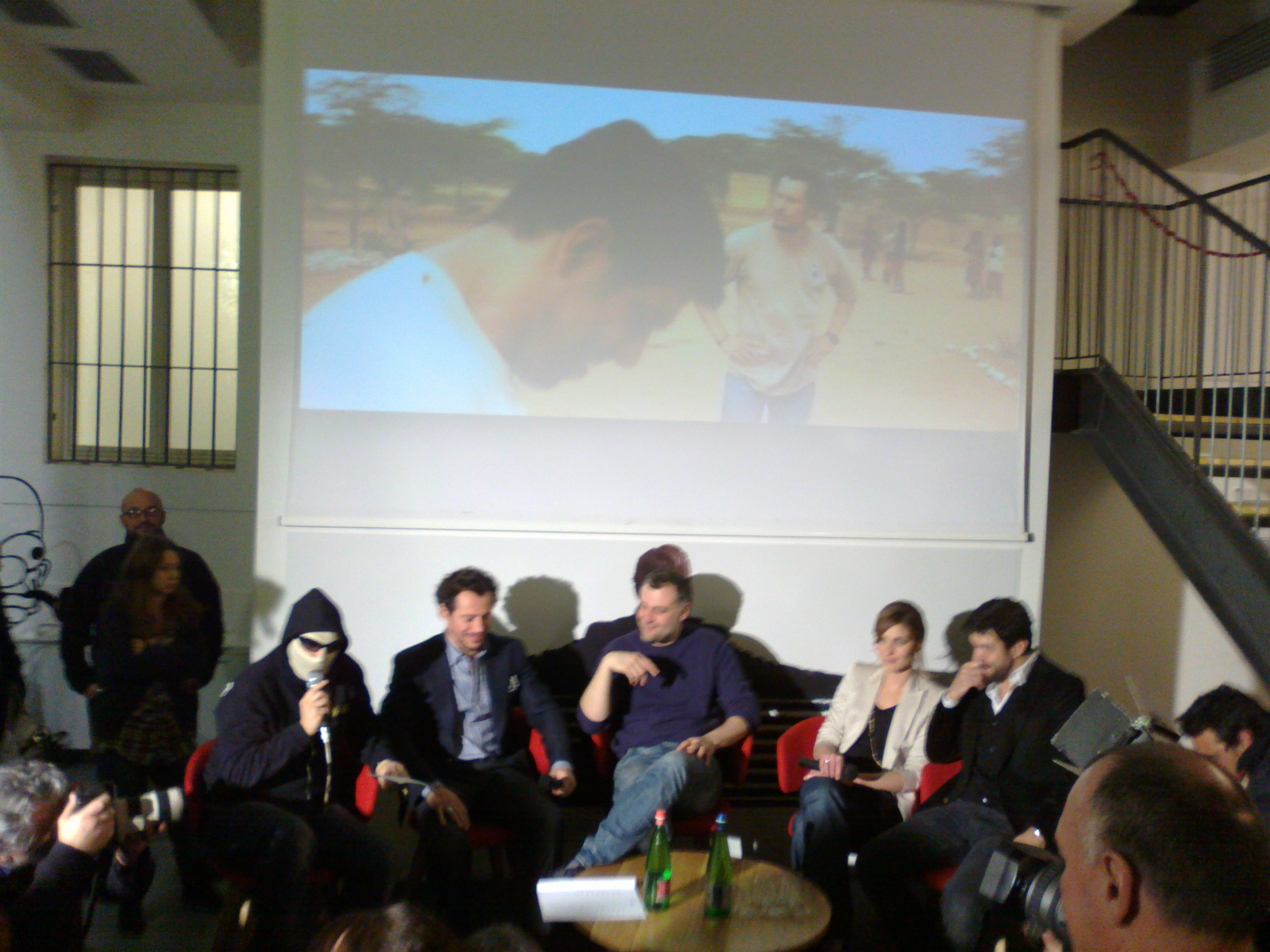
Il cast del film intervistato dal critico cinematografico Johnny Palomba

Il film è uscito nelle sale cinematografiche italiane il 4 marzo 2011, nella prima settimana di programmazione ha incassato oltre 800 000 euro.

## Riconoscimenti
Il film ha ricevuto due candidature ai Nastri d'argento: miglior commedia e migliore sonoro in presa diretta.